# 에이브러햄 링컨의 국장

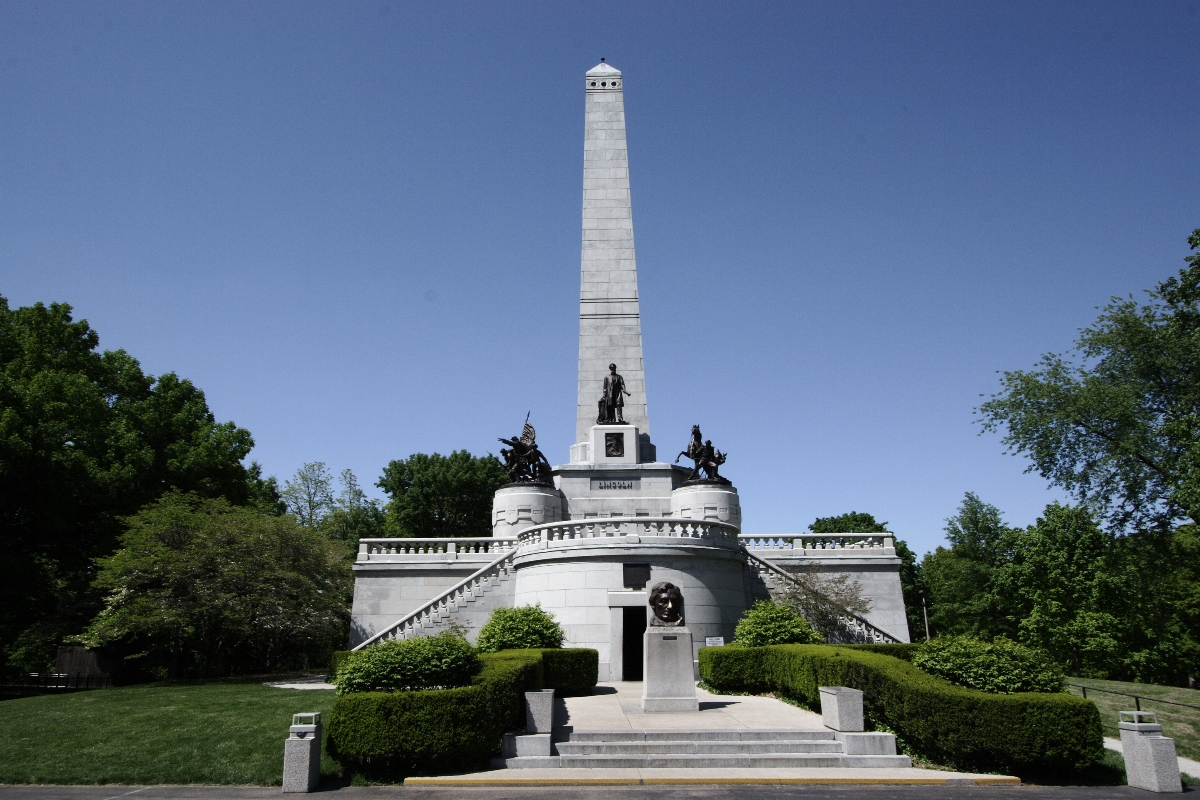
오크 리지 공동묘지에 있는 링컨의 묘 (일리노이주 스프링필드)

1865년 4월 14일 에이브러햄 링컨이 암살된 후, 16대 미국 대통령의 죽음을 애도하고 삶을 기리기 위해 3주간의 일련의 행사가 열렸다. 장례식, 행진, 그리고 추모 기간은 먼저 워싱턴 D.C.에서 열렸고, 그 후 장의열차는 링컨의 유해를 7개 주를 거쳐 1,654 마일 (2,662 km) 운반하여 스프링필드에 매장했다. 시속 20마일(32km)을 넘지 않는 속도로 기차는 주요 도시와 주 수도에서 행진, 연설 및 추가 추모를 위해 여러 번 정차했다. 많은 미국인들이 기차 노선을 따라 기차를 지켜보았고 관련 의식에 참여했다.
기차는 4월 21일 오후 12시 30분에 워싱턴 D.C.를 출발했다. 기차에는 링컨의 장남 로버트 토드와 링컨의 막내아들 윌리엄 월러스 링컨 (1850~1862)의 유해가 실려 있었지만 너무 비통해 여행을 할 수 없었던 링컨의 아내 메리 토드 링컨은 동반하지 않았다. 기차는 링컨이 4년 전 대통령 당선인으로서 첫 취임식을 위해 워싱턴으로 향했던 길을 대체로 되짚어갔다. 기차는 5월 3일 스프링필드에 도착했다. 마지막 추모 기간과 관련 의식이 있은 후, 링컨은 5월 4일 스프링필드에 있는 오크 리지 공동묘지에서 거행된 의식 중에 안장되었다. 기차가 지나가거나 멈춘 모든 마을에는 존경을 표하기 위한 인파가 몰렸다.
1874년까지 링컨 묘에는 링컨과 군인, 선원들의 여러 청동상으로 둘러싸인 117-피트 (36 m)-높이의 화강암 오벨리스크를 포함하여 여러 특징이 추가되었다. 메리 토드 링컨과 그들의 네 아들 중 세 명—윌리, 에디, 태드—도 그곳에 묻혔다. 오늘날, 이곳은 주 역사 유적지로 소유 및 관리되고 있으며, 미국 국립역사기념물이다.

## 워싱턴 D.C.
존 윌크스 부스에 의한 에이브러햄 링컨의 암살 이후, 링컨의 시신은 1865년 4월 15일 토요일에 의장대의 호위를 받으며 백악관으로 운구되었다. 그는 백악관의 이스트 룸에 안치되었고, 4월 18일 화요일에 일반에 공개되었다. 4월 19일, 장례식이 거행된 후, 많은 군중이 참석한 가운데 관은 펜실베이니아 애비뉴를 따라 미국 국회의사당 원형 홀로 운반되어 의례적인 장례식이 거행되었다. 시신은 20일에 다시 안치되었고, 다음 날 이른 아침에는 링컨 내각 관리들을 위한 기도회가 열렸다.

## 스프링필드 (일리노이주)로 가는 장의열차

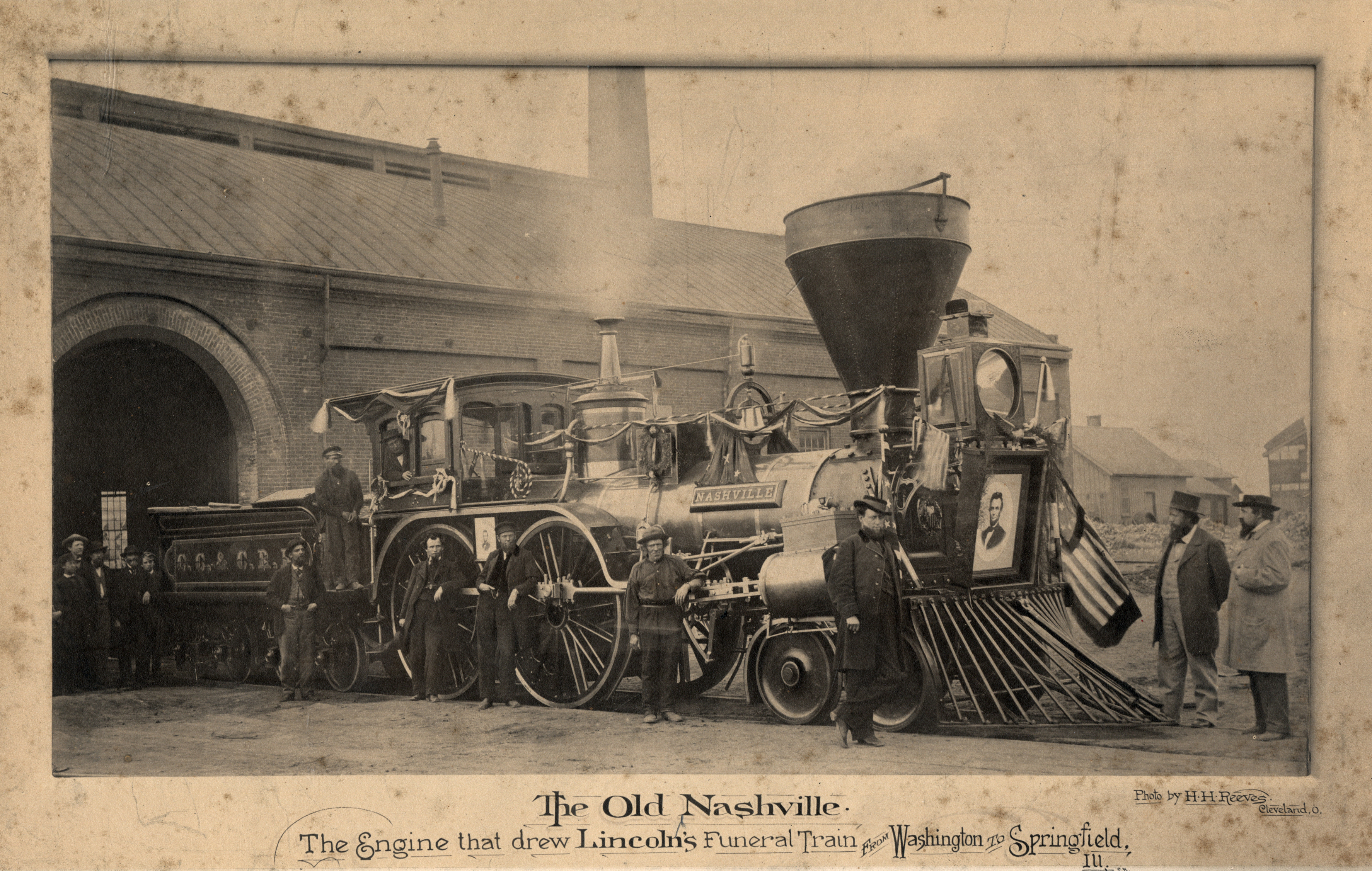
링컨의 장의열차, 올드 내슈빌이 워싱턴 D.C.를 떠나 스프링필드로 향하고 있다. 기차는 도중에 11개 도시에 정차했다.

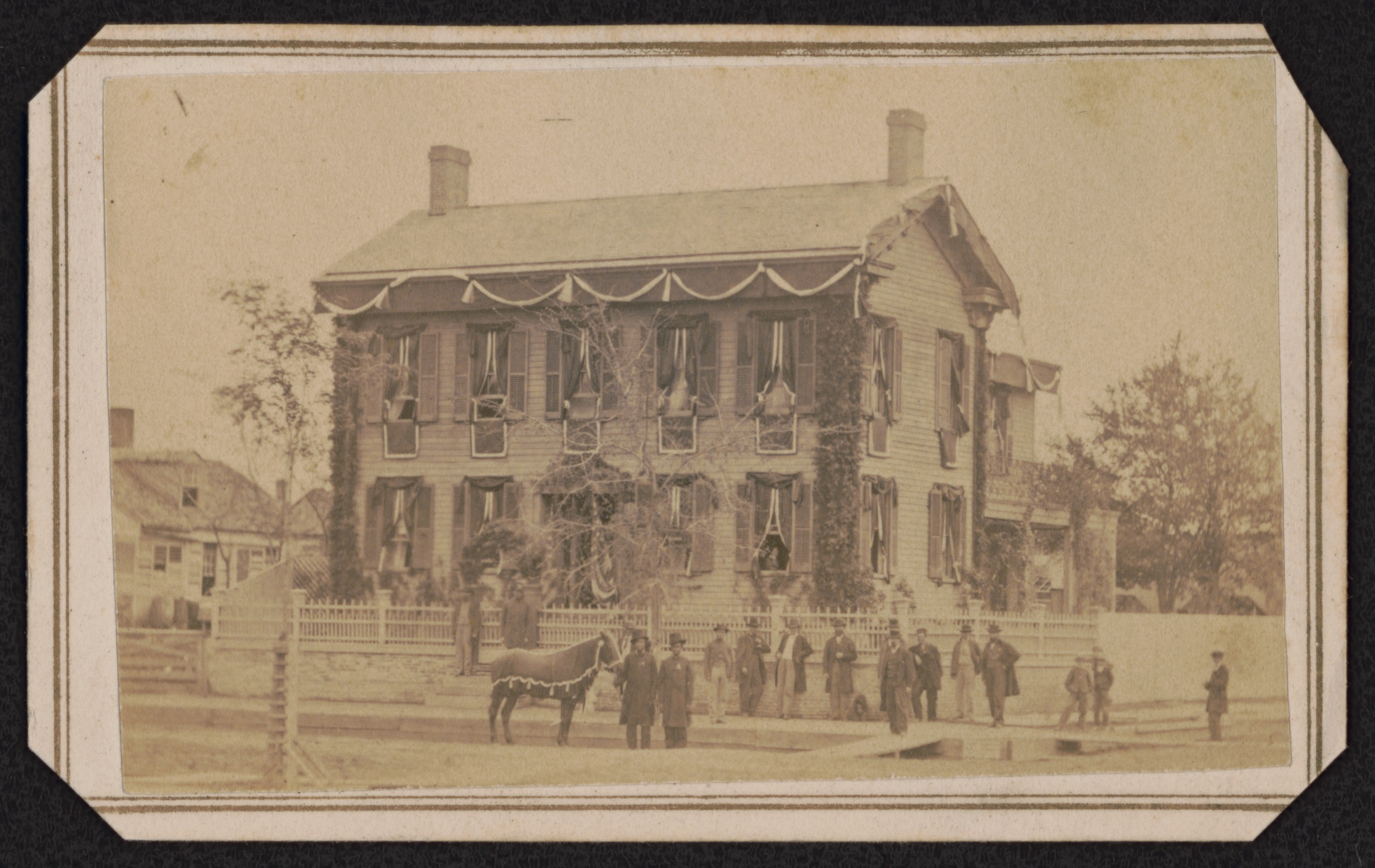
1865년 애도에 잠긴 링컨의 집 (일리노이주 스프링필드), 앞에 링컨의 말 "올드 밥"이 있다.

4월 21일 금요일 오전 7시, 링컨의 관은 의장대의 호위를 받아 역으로 옮겨졌다. 에드윈 M. 스탠턴, 기디언 웰스, 휴 매컬로크, 존 팔머 어셔 등 각료들과 율리시스 S. 그랜트, 몽고메리 C. 미그스 장군들은 역에서 호위대에서 벗어났고, 오전 8시에 기차는 출발했다. 최소 1만 명이 워싱턴에서 기차의 출발을 목격했다.
장의열차는 수하물 차량, 영구차 차량, 대통령 및 다른 관리들이 사용하도록 지어졌으며 응접실, 거실, 침실이 있는 대통령 차량을 포함하여 9량으로 구성되어 있었다. 대통령 차량은 애도용으로 장식되었으며 링컨과 그의 아들의 관을 실었다. 몇몇 지점에서는 새로운 기관차가 교체되었다.
전쟁부는 노선을 지정하고 사용되는 철도를 군사 도로로 선언했다. 국무부의 승인을 받은 사람만이 열차를 탈 수 있었으며, 안전을 위해 시속 20 마일 (32 km)로 제한되었다. 선행 열차가 미리 지나가 선로가 깨끗한지 확인했다.
다섯 명의 친척과 가족 친구들이 장의열차에 동행하도록 임명되었다: 데이비드 데이비스 미국의 연방 대법원 대법관; 링컨의 처남 니니언 위트 에드워즈와 C. M. 스미스; 메리 토드 링컨의 사촌인 존 블레어 스미스 토드 준장; 그리고 C. M. 스미스의 형제인 찰스 알렉산더 스미스. 의장대가 열차에 동행했다; 이들은 연방군 소장 데이비드 헌터; 명예 소장 존 G. 바너드; 준장 에드워드 D. 타운센드, 찰스 토마스 캠벨, 아모스 비비 이턴, 존 C. 콜드웰, 앨프리드 테리, 조지 D. 램지, 그리고 대니얼 매컬럼; 미국 해군 소장 찰스 헨리 데이비스와 대령 윌리엄 로저스 테일러; 그리고 미국 해병대 소령 토마스 H. 필드로 구성되었다.
네 명은 물류 담당으로 기차에 동행했다: 병참감 및 보급관 찰스 펜로즈 대위; 링컨의 오랜 경호원 및 친구이자 컬럼비아 특별구의 미국 연방보안관인 워드 힐 라몬; 그리고 각각 방부사와 장의사인 닥터 찰스 B. 브라운과 프랭크 T. 샌즈.
인디애나 올리버 P. 모턴 주지사; 오하이오 존 브로 주지사; 그리고 아이오와 윌리엄 M. 스톤 주지사가 보좌관들과 함께 기차에 동행했다.
링컨의 장의열차는 대통령의 죽음을 기리는 최초의 철도 국가 추모 행사였다. 링컨은 13개 정거장(워싱턴 D.C., 볼티모어, 해리스버그, 필라델피아, 뉴욕, 올버니, 버펄로, 클리블랜드, 콜럼버스, 인디애나폴리스, 미시간 시티, 시카고, 스프링필드)에서 시민들과 방문객들에게 관찰되고, 애도되고, 존경을 받았다:
| 도시                   | 도착                        | 안치 장소                | 대중 관람 시작 / 종료 | 출발                                              | 이미지           |
| ---------------------- | --------------------------- | ------------------------ | --- | ------------------------------------------------- | ---------------- |
| 워싱턴 D.C.            | 비고 #1                     | 이스트 룸, 백악관        | 대중 관람: 1865년 4월 18일: 오전 9:30 / 오후 5:30 & 열린 관 개인 관람: 4월 18일 오후 5:30 / 오후 7:30                                     |                                                   | 백악관 이스트 룸 |
|                        | 비고 #2                     | 미국 국회의사당 원형 홀  | 1865년 4월 20일: 오전 8시 / 하루 종일 | 1865년 4월 21일: 오전 8시                         |                  |
| 볼티모어, 메릴랜드주   | 1865년 4월 21일: 오전 10시  | 메르찬트 익스체인지 빌딩 | 1865년 4월 21일: 정오 / 오후 2시 | 1865년 4월 21일: 오후 3시                         |                  |
| 해리스버그             | 1865년 4월 21일: 오후 8:30  | 펜실베이니아 주 의사당   | 1865년 4월 21일: 자정까지 & 1865년 4월 22일: 오전 7시 / 오전 9시                                                                          | 1865년 4월 22일: 오전 11:15                       |                  |
| 필라델피아             | 1865년 4월 22일: 오후 4:50  | 독립기념관               | 개인 관람: 1865년 4월 22일: 오후 10시 / 1865년 4월 23일: 오전 1시 & 대중 관람: 1865년 4월 23일: 오전 6시 / 1865년 4월 24일: 오전 1시 17분 | 1865년 4월 24일: 오전 4시                         |                  |
| 뉴욕                   | 1865년 4월 24일: 오전 10:50 | 시청                     | 1865년 4월 24일: 오후 1시 / 1865년 4월 25일: 오전 11:40                                                                                   | 1865년 4월 25일: 오후 4:15                        |                  |
| 올버니                 | 1865년 4월 25일: 오후 10:55 | 옛 주 의사당             | 1865년 4월 26일: 오전 1:15 / 오후 2시 | 1865년 4월 26일: 오후 4시                         |                  |
| 버펄로                 | 1865년 4월 27일: 오전 7시   | 세인트 제임스 홀         | 1865년 4월 27일: 오전 10:00 / 오후 8시 | 1865년 4월 27일: 오후 10시                        |                  |
| 클리블랜드, 오하이오주 | 1865년 4월 28일: 오전 6:50  | 퍼블릭 스퀘어            | 1865년 4월 28일: 오전 10:30 / 오후 10시                                                                                                   | 1865년 4월 29일: 자정                             |                  |
| 콜럼버스               | 1865년 4월 29일: 오전 7시   | 오하이오 주청사          | 1865년 4월 29일: 오전 9:30 / 오후 6시 | 1865년 4월 29일: 오후 8시                         |                  |
| 인디애나폴리스         | 1865년 4월 30일: 오전 7시   | 인디애나 주청사          | 1865년 4월 30일: 오전 9시 / 오후 10시 | 1865년 5월 1일: 자정                              |                  |
| 미시간 시티            | 1865년 5월 1일: 오전 8시    |                          | 비고 #3 | 1865년 5월 1일: 오전 8:35                         |                  |
| 시카고                 | 1865년 5월 1일: 오전 11시   | 구 시카고 법원           | 1865년 5월 1일: 오후 5시 / 1865년 5월 2일: 오후 8시                                                                                       | 1865년 5월 2일: 오후 9:30                         |                  |
| 스프링필드             | 1865년 5월 3일: 오전 9시    | 옛 주 의사당             | 1865년 5월 3일: 오전 10시 / 1865년 5월 4일: 오전 10시                                                                                     | 오크 리지 공동묘지 도착: 1865년 5월 4일: 오후 1시 |                  |

열차는 7개 주 444개 지역을 통과했다(뉴저지에서는 링컨의 시신이 안치되지 않았다). 두 명의 미래 대통령이 이 열차를 보았는데, 시어도어 루스벨트는 뉴욕에서, 그로버 클리블랜드는 버팔로에서 보았다.
비고

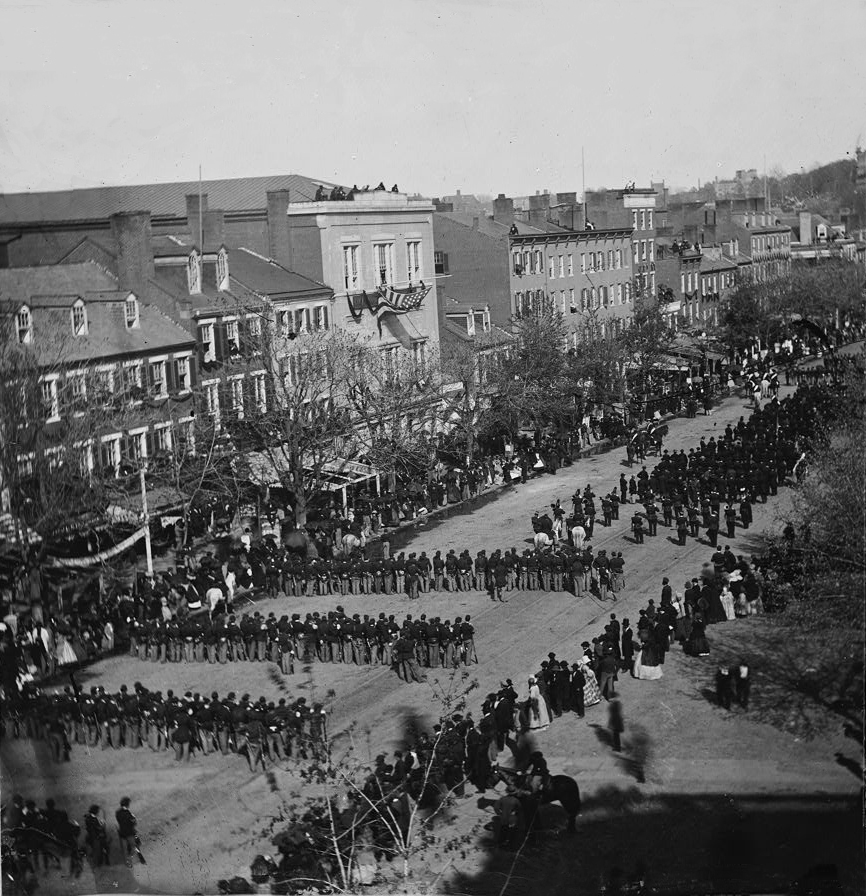
1865년 4월 19일 에이브러햄 링컨의 국장 중 워싱턴 D.C.의 펜실베이니아 애비뉴를 행진하는 군 부대

- 비고 #1: 1865년 4월 15~19일: 사망한 대통령의 시신이 백악관에 안치됨; 1865년 4월 15일 토요일 오전 9시 직후, 고인의 유해는 장의사 프랭크 T. 샌즈의 지시에 따라 임시 관에 안치되었고, 징집 부서의 젊은이 6명이 시신을 운반하여 백악관으로 옮겨졌다. 제임스 B. 제임슨 중위가 지휘하는 기병 연방 경비대의 호위대가 유해를 동반했고, 그 뒤를 워싱턴 부서를 지휘하는 어거 장군; 창고 병참감 루커; 전쟁부의 펠루즈 대령; 핸콕 부대 부사령관 핀리 앤더슨 대위; 의류 창고 D.G. 토마스 대위; J.H. 크로웰 대위와 C. 베이커 대위가 모두 맨머리로 걸었다. 영구차는 천천히 10번가를 따라 G가까지 이동한 후 백악관(동쪽 문)으로 이동했다.[8] 순교한 대통령의 부검은 육군 병리학자 J. 잔비에르 우드워드와 그의 조수 에드워드 커티스에 의해 2층 객실에서 수행되었다; 또한 육군 의무감 조셉 K. 반스 박사, 로버트 킹 스톤 박사, 찰스 사빈 태프트 박사, 찰스 H. 크레인 장군 박사, 보조 외과 의사 윌리엄 모로우 노트슨, 루커 장군, 링컨의 친구 오빌 H. 브라우닝이 참석했다. 부검 후 링컨의 시신은 (4월 17일 월요일 저녁) 큰 이스트 룸으로 옮겨졌다; 방은 크레프와 검은 천으로 장식되었고, 흰 꽃과 녹색 잎으로만 곳곳에 장식되어 있었다. 관이 놓인 카타팔크는 약 15피트(4.6m) 높이였으며, 단 위에 놓인 높은 플랫폼으로 구성되었고, 네 개의 기둥으로 지지되고 주름진 흰색 실크로 안감이 된 검은 천의 돔형 캐노피로 덮여 있었다... 시신이 매장 준비를 마친 순간부터 집에서의 마지막 의식까지, 시신은 밤낮으로 의장대에게 지켜졌다. 의장대 구성원들은 소장 1명, 준장 1명, 야전 장교 2명, 육군 장교 4명, 해군 장교 4명이었다. 방은 어두웠다 – 일종의 채플 아르덴트. 4월 19일: 그린 룸에서 짧은 의식이 거행되었다.

- 비고 #2: 1865년 4월 19~21일: 미국 국회의사당 원형 홀에 안치. 도착: 1865년 4월 19일 오후 3시. 행진은 오후 2시에 백악관에서 시작하여 펜실베이니아 애비뉴를 따라 종소리와 분당포 발사와 함께 국회의사당까지 진행되었다. 장의차는 컸다. 아래쪽 받침대는 길이 14피트(4.2m), 폭 7피트(2.1m)였고, 지면에서 8피트(2.4m) 높이였다. 관이 놓인 위쪽 받침대는 길이 11피트(3.4m), 캐노피 상단에서 5피트(1.5m) 아래였다. 캐노피는 금빛 독수리로 장식되었고 크레이프로 덮여 있었다. 영구차는 천, 벨벳, 크레이프, 알파카로 완전히 덮여 있었다. 좌석은 천으로 덮여 있었고, 양쪽에는 화려한 램프가 있었다. 차는 15피트(4.6m) 높이였고, 관은 모든 관객에게 완전히 보이도록 놓여 있었다. 6마리의 회색 말이 각각 마부의 안내를 받으며 끌었다. 거리는 전체 길이로 정리되었다... 둔탁한 북소리가 들렸고, 행진은 느리고 규칙적인 발걸음으로 애도하는 집에서 유명한 고인의 유해를 가지고 임무를 수행하기 위해 움직였다. 엄청난 인파에도 불구하고 침묵은 깊었다. 장의차는 국회의사당 계단을 올라갔고, 6주 전 대통령이 두 번째 취임 연설을 했던 곳 아래로 이동하여 원형 홀로 들어갔다. 그곳에서 시신은 차에서 다른 카타팔크로 옮겨졌고, 의식이 거행되었다. 여기서 행진은 해산되었고, 대통령의 유해는 원형 홀에 남아 다음 날 대중에게 공개되었다 – 대중 관람은 1865년 4월 20일 (이른 아침)에 시작되었다 – 미국 국회의사당 출발: 1865년 4월 21일 오전 7시; 관은 워싱턴의 볼티모어 & 오하이오 철도 창고로 옮겨졌다.
- 비고 #3: 미시간 시티, 인디애나 주에서 35분간 정차; 링컨의 장의열차는 시카고에서 100명 이상의 중요한 인물들로 구성된 위원회가 열차를 자신들의 도시로 안내하기 위해 오는 것을 기다려야 했다; 미시간 시티 시민들은 즉흥 장례식을 열었다 (애국 단체들이 추모식을 거행했고 16명의 젊은 여성들이 장의차에 들어가는 것이 허용되었다; 꽃이 관에 놓였다) –

### 기념
스프링필드의 에이브러햄 링컨 대통령 도서관 및 박물관에는 몰입형 추모 전시가 있다. 이 전시는 스프링필드에 있는 옛 주 의사당 건물 대표자 홀의 실물 크기 재현이다. 이 전시는 시대 사진과 에칭, 그리고 기자들의 설명을 바탕으로 만들어졌다. 홀은 링컨이 그곳에 안치되었던 순간을 묘사하며, 호화롭고 정교하며 때로는 이상한 장식들, 복제된 검은 관까지 포함하고 있다.

## 매장지 선택

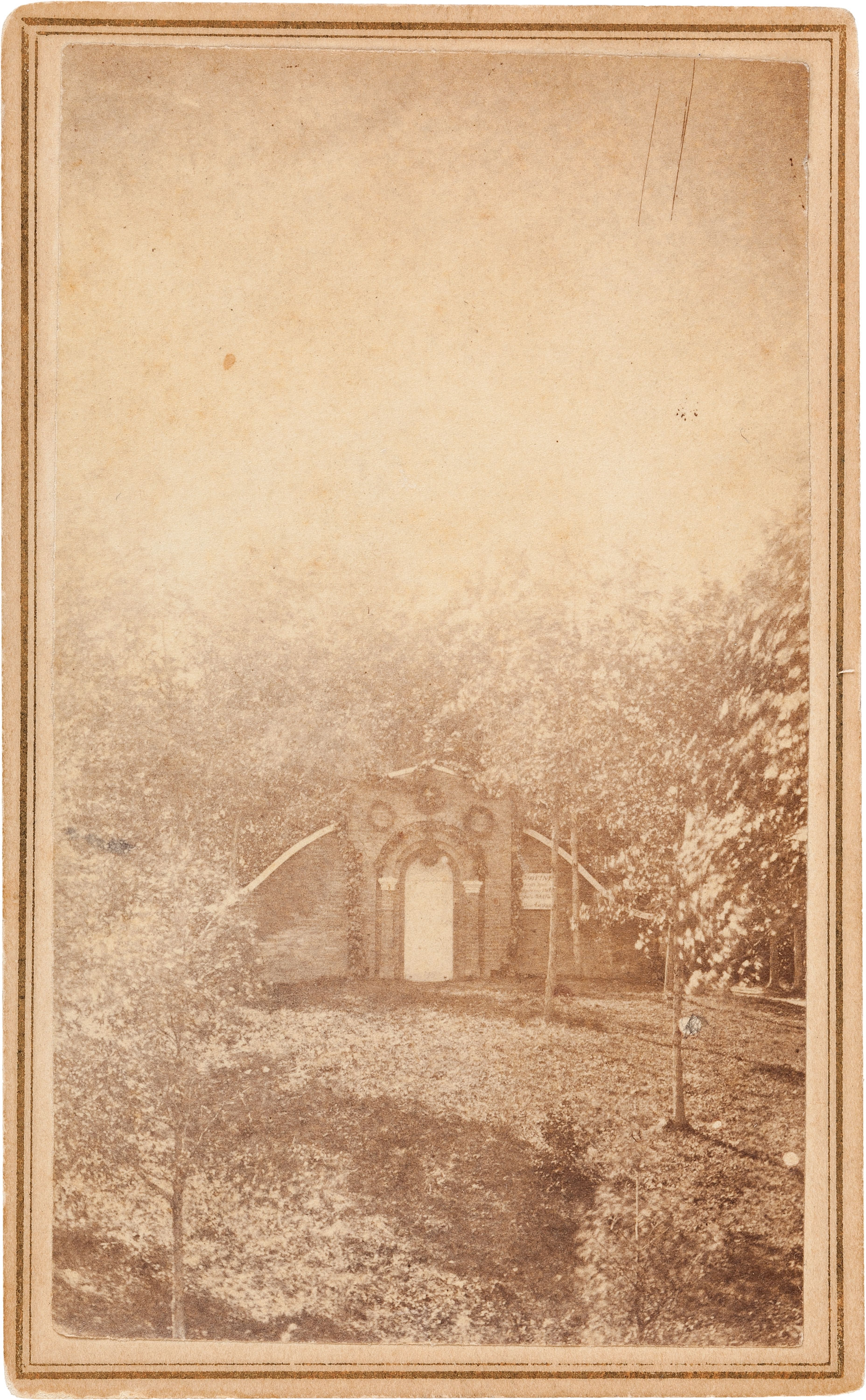
매서 금고

링컨 사망 직후, 일리노이 시민 대표단(나중에 국립 링컨 기념물 협회를 구성)은 링컨 부인에게 남편의 유해를 스프링필드로 돌려보내 매장해 달라고 요청했다. 그녀는 동의했고, 그 단체는 스프링필드 안팎의 여러 장소를 조사하여 중앙에 위치한 마더 블록이라는 언덕 꼭대기 부지를 선택했으며, 그곳에 임시 안치실이 지어졌다. 그러나 링컨 부인은 남편의 매장지로 오크 리지 공동묘지를 선택했다. 협회에서 매장지를 마더 블록으로 변경하려는 반복적인 시도에도 불구하고, 그녀는 자신의 결정을 굳건히 지켰다.

### 스프링필드의 선택: 매더 금고
링컨이 암살당했을 때, 링컨의 가까운 친구인 일리노이 주지사 리처드 J. 오글스비를 포함한 많은 일리노이 정치인들이 워싱턴에 있었다. 링컨이 사망한 지 몇 시간 후, 그들은 국립 호텔에서 상원 의원 리처드 예이츠의 방에 모여 일리노이주 스프링필드에 매장하는 것을 준비했다. 오글스비 주지사는 링컨 가족과 매장 장소에 대해 협의하도록 선택되었다. 비공식 회의는 4월 16일에 열렸다. 메리 링컨은 방문객을 받지 않고 있었지만, 그녀는 시카고나 조지 워싱턴을 위해 준비된 미국 국회의사당의 비어있는 납골당을 선호했다. 결국 그녀는 아들 로버트 토드 링컨이 윌리 링컨의 시신도 함께 데려가겠다고 약속하면서 스프링필드 매장을 허락하도록 설득하자 마침내 마음을 바꿨다.
스프링필드는 눈에 띄는 매장 장소, 즉 스프링필드 시내로 방문객을 끌어들일 수 있는 장소를 원했다. 토마스 매더 대령 가족이 소유한 6-에이커 (24,000 m2) 넓이의 블록이 선택되었는데, 이 부지는 주요 철도 노선(시카고 앤드 앨턴 철도)에서도 볼 수 있으며, 스프링필드 중심부의 언덕에 위치하고 있었다. 구매 비용으로 5만 달러가 기부되었고, 임시 금고 건설 작업이 즉시 시작되었다. 이 금고는 웅장한 기념물이 세워질 때까지 유해를 안치할 장소로 설계되었다. 밤낮으로 일하는 인부들이 햇빛과 비 속에서도 작업하여 5월 24일(매장일)에는 사용 준비가 완료되었지만, 외부는 아직 완전히 완성되지 않았다.
매더 블록 부지는 나중에 일리노이 주청사 건물 부지로 사용되었다.

### 메리 링컨의 선택: 오크 리지 공동묘지

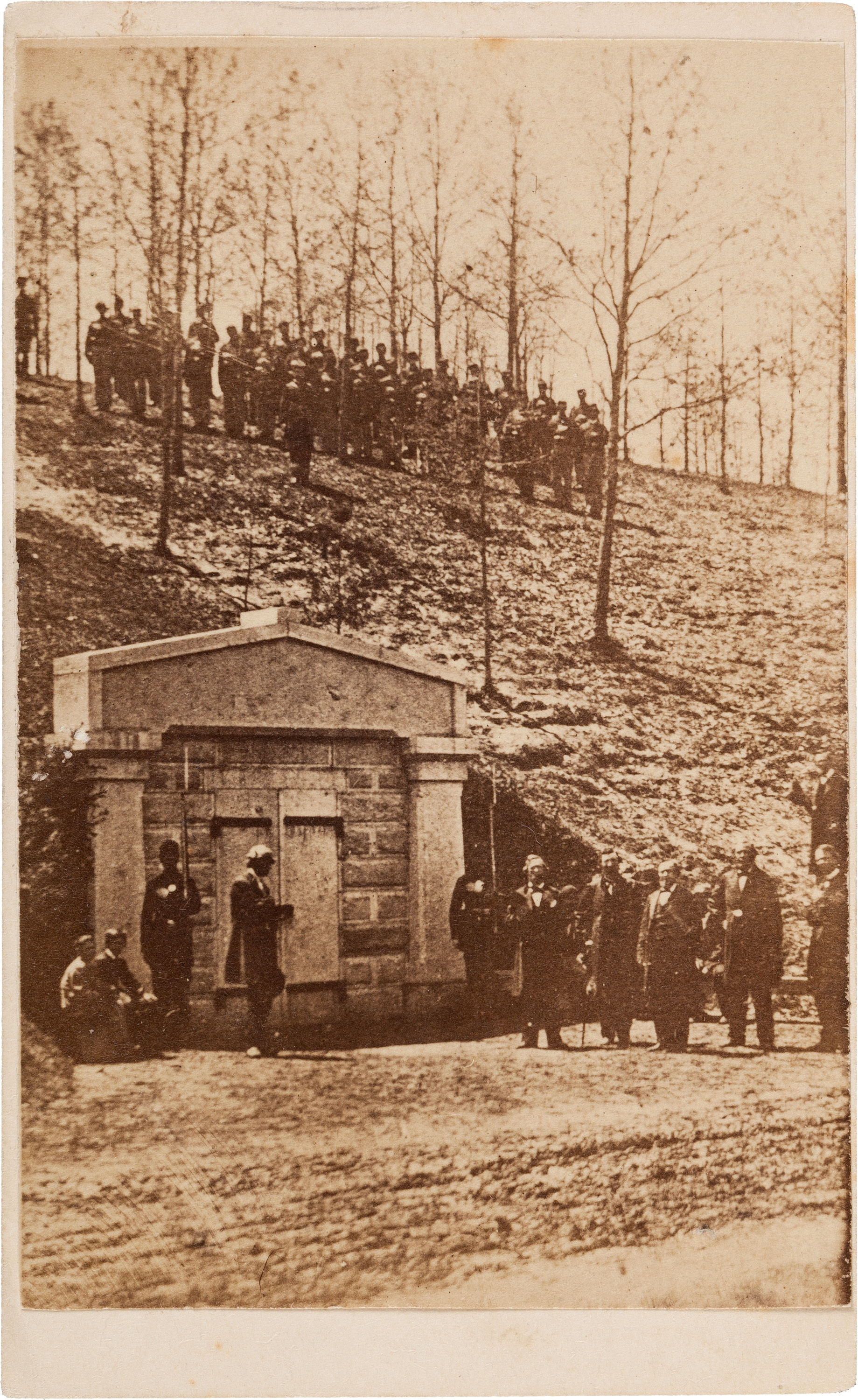
오크 리지 접수실 금고

그러나 메리 링컨은 링컨이 오크 리지에서 조용히 묻히고 싶다고 말한 것을 기억했다 (1860년 5월 24일, 당시 대통령 후보였던 링컨과 메리가 스프링필드 시내에서 two 마일 (3.2 km) 떨어진 조용하고 한적한 오크 리지 공동묘지 헌납식에 참석했을 때 그녀에게 한 말). 4월 28일, 메리는 에드윈 M. 스탠턴 전쟁 장관에게 자신의 결정이 최종적이며 링컨의 유해는 오크 리지 공동묘지에 안치되어야 한다고 명시한 메시지를 보냈다. 4월 29일, 또 다른 메시지가 뒤따랐다: "매더 금고 사용에 대한 준비를 변경해야 합니다." 그리고 5월 1일 메시지는 다음과 같았다: "대통령의 유해는 오크 리지 금고에 안치되어야 하며 다른 곳에서는 안됩니다." 오크 리지 금고는 준비되었지만, 매더 금고의 작업은 "비상사태"로 계속되었다. 5월 4일, 링컨 대통령의 유해는 국회의사당에서 오크 리지로 장례 행렬에 의해 운반될 예정이었고, 영구차는 세인트루이스 시에서 제공했으며, 그 뒤를 대통령의 말, 그리고 스프링필드에 배정된 부대들의 의장대가 따랐다. 철의 여단 소속의 제24 미시간 보병 연대가 의장대의 선두에 섰다. 미시간 부대는 2월에 스프링필드에 배정되었으며, 프레더릭스버그 전역부터 피터스버그 포위전까지 포토맥 군에 소속되어 있었다. 이 부대는 게티즈버그 전투에서 싸웠던 400개 이상의 연대 중 가장 높은 사상률을 기록한 불행한 기록을 가지고 있었는데, 제1 미네소타 보병 연대와 함께 80%의 사상률로 공동 1위였다. 미시간 부대는 링컨 대통령이 "전투를 견뎌낸" 부대라고 말했기 때문에 주요 의장대로 선정되었다. 장례 행렬에 배정된 다른 부대로는 서부 전역의 많은 전투 참전용사인 제14 아이오와 보병 연대, 그리고 제146 일리노이 보병 연대와 제42 위스콘신 보병 연대와 같은 신규 부대가 포함되었다.

## 도난 시도 및 유해 이동

### 도난 시도
1874년 묘비가 완성되었을 때 링컨의 관은 자물쇠로 잠긴 강철 문 뒤에 있는 매장실의 흰 대리석 석관에 안치되었다. 1876년 11월, 시카고의 위조지폐범 제임스 "빅 짐" 케널리는 링컨의 시신을 훔쳐 그의 조각가(일리노이 주립 교도소에서 10년형을 복역 중)에 대한 사면과 1876년 기준 US$200,000를 대가로 협박할 계획을 세웠다.
이 계획은 공모에 참여하도록 모집된 두 남자가 사실은 정부의 유급 정보원임이 밝혀지면서 실패했다. 그리고 시신을 가져가기 위해 파견된 사람들은 쿼터톤(약 227kg)짜리 삼나무와 납으로 된 관을 어떻게 옮길지에 대한 계획을 세우지 못했다.
1876년 11월 13일, 묘지 관리인 존 캐럴 파워와 신뢰할 수 있는 동료들은 관을 방에서 묘지 지하실의 비밀 장소로 옮겼다. 땅이 물에 잠긴 것을 발견한 그들은 임시로 관을 땅에 놓고 나무 더미 아래에 위장했다. 관을 옮기는 것은 어려웠다; 관은 약 400–500 파운드 (180–230 킬로그램) 나갔고 파워와 기념비 협회 회원들은 대부분 60대(가장 젊은 사람은 56세)였다. 그들은 관의 봉인이 손상되지 않았고 링컨의 유해가 훼손되지 않았음을 발견하고 안도했다.
다음 해 7월, 케널리 또는 다른 공모자가 파워에게 관을 묻어달라고 요청했다. 그는 통풍이 되지 않는 지하실은 여름 날씨에 들어갈 수 없을 지경이었고, 무거운 관을 옮기는 것이 자신과 다른 노년의 기념비 협회 회원들에게 엄청나게 힘들었다고 말했다. 최근 70세 생일을 맞이한 파워는 그 이후 몇 달 동안 극심한 고통에 시달렸으며 다시는 그러고 싶지 않다고 말했다. 따라서 관은 또 다른 1년 동안 지하실에 있었다.
마침내, 30대 남성들로 구성된 한 무리가 관을 옮기기 위해 고용되었고, 1878년 11월 18일, 관은 옮겨져 미로의 먼 쪽 끝에 있는 얕은 무덤에 다시 묻혔다. 익명의 협박 편지를 받은 후, 이틀 뒤 관을 다시 파내어 여전히 그곳에 있는지 확인했다.
1880년, 파워와 그의 동료들은 링컨의 유해 관리인 역할을 하기 위해 "링컨 명예 경비대"를 결성했다. 회원들 외에는 로버트 토드 링컨만이 이 조직에 대해 알고 있었다. 1882년 메리 토드 링컨이 사망한 후, 로버트는 명예 경비대에게 그의 아버지의 관을 보관하는 곳에 그의 어머니의 관을 묻으라고 지시했다. 두 관은 1887년까지 지하실에 남아 있다가 벽돌 금고에 안치되었고, 그 때 링컨의 관이 열려 그의 유해가 여전히 그곳에 있는지 확인했다.

### 묘지 재건축 및 발굴
부적합한 토지에 지어진 원래 묘지는 지속적인 보수가 필요했다. 1900년, 완전한 재건축이 이루어졌고, 링컨의 유해는 발굴되어 관은 다시 흰 대리석 석관에 안치되었다. 1901년 4월 25일, 재건축 완료 후, 로버트 토드 링컨이 묘지를 방문했다. 그는 아버지의 유해 처리 방식에 불만을 품고 아버지의 영구적인 납골당을 건설해야 한다고 결정했다. 링컨의 관은 깊이 10 피트 (3.0 m)의 강철 케이지에 넣어 묘지 바닥의 콘크리트에 안치될 예정이었다. 1901년 9월 26일, 링컨의 시신은 새로 지어진 납골당에 다시 안장될 수 있도록 발굴되었다. 그러나 참석한 23명 중 몇몇은 그의 시신이 지난 몇 년 동안 도난당했을까 봐 우려하여 관을 열어 확인하기로 결정했다.
관을 열자 목이 메는 듯한 지독한 냄새가 났다. 링컨은 사망한 지 30년이 넘었음에도 완벽하게 알아볼 수 있었다. 그의 얼굴은 총상으로 인한 대응성 손상으로 인한 치유되지 않은 멍 때문에 금색이었는데, 이는 그의 얼굴 뼈를 부수고 조직을 손상시켰다. 그의 머리카락, 수염, 점은 모두 완벽하게 보존되어 있었지만 눈썹은 사라졌다. 그의 정장은 노란 곰팡이로 덮여 있었고, 그의 장갑은 손 위에서 썩어 있었다. 그의 가슴에는 붉은 천 조각이 보였는데—당시 이미 분해된—그가 묻혔을 때 덮여 있던 미국 국기의 잔해였다:
- 당시 14세 소년이었던 플리트우드 린들리(1887~1963)는 시신을 본 마지막 생존자 중 한 명이었다. 그는 1963년 2월 1일에 사망했다. 린들리는 사망 3일 전 인터뷰를 통해 자신의 관찰 내용을 확인했다.[16][15]
- 또 다른 남성 조지 캐쉬먼은 자신이 에이브러햄 링컨의 유해를 본 마지막 생존자라고 주장했다. 생애 마지막 몇 년 동안 캐쉬먼은 스프링필드의 "링컨 묘"라는 국립 유적지의 큐레이터였다. 그는 매년 100만 명이 넘는 방문객들에게 자신의 이야기를 들려주는 것을 특히 즐겼다. 캐쉬먼은 1983년에 사망했다. 에이브러햄 링컨의 유해를 보았다는 그의 주장은 그의 아내 도로시 M. 캐쉬먼이 "링컨 묘"라는 소책자를 썼을 때 나중에 반박되었다. 14페이지에서 캐쉬먼 부인은 "1963년 사망 당시 플리트우드 린들리가 링컨 씨의 얼굴을 본 마지막 생존자였다"라고 썼다.[17]

### 두 번째 묘지 재건축
1930년에서 1931년에 걸쳐 두 번째 주요 묘지 재건축이 진행되었다. 1900년에서 1901년 재건축 당시의 부실한 시공으로 인해 많은 손상이 발생했다. 두 번째 재건축 중에는 방문객 편의를 위해 묘지 입구가 재구성되었고, 원래의 흰 대리석 석관은 링컨이 안치된 곳 앞에 있는 붉은 화강암 표식으로 교체되었다. 기념품 사냥꾼들이 재건축 기간 동안 묘지 외부에 놓여 있던 원래 석관을 파괴했다. 묘지는 1931년 6월 17일 허버트 후버 대통령을 주요 연설자로 하여 재헌정되었다.

### 다른 곳으로 이동
링컨의 관은 17번 이동되었고, 관은 5번 열렸다. 반원형의 지하묘지(또는 매장실)는 링컨 기념비 기단 북쪽에 있고, 남쪽(입구)에는 기념관(또는 원형 홀)이 있다. 두 번째 재건축(1930~31년) 이후 연결 통로가 매장실로 이어진다.
| 관이 놓인 날짜   | 비고 | 관 개봉 여부 |
| ---------------- | --- | ------------ |
| 1865년 5월 4일   | 관이 일리노이주 스프링필드 오크 리지 공동묘지 접수실에 안치됨. | 예           |
| 1865년 12월 21일 | 관이 근처에 특별히 지어진 임시 금고에 안치됨, 오크 리지 공동묘지. | 예           |
| 1871년 9월 19일  | 관이 링컨 묘(당시 아직 건설 중)의 지하 묘지 남쪽 벽에 있는 임시 납골당에 안치됨. 원래의 호두나무 외부 관이 새로운 철제 관으로 교체됨. | 예           |
| 1874년 10월 9일  | 관이 링컨 묘 지하 묘지 내 (흰 대리석) 석관에 안치됨. 철제 관이 석관에 너무 커서 새로운 붉은 삼나무 관으로 교체된 것이 발견됨. 링컨 묘는 1874년 10월 15일에 헌정됨. |              |
| 1876년 11월 7일  | 도난 시도 중 관이 석관에서 부분적으로 들어 올려짐. 도둑들은 경찰의 방해를 받아 관을 겨우 18 인치 [46 cm] 이동시킴. |              |
| 1876년 11월 9일  | 관이 석관에 다시 안치되었고, 석관은 닫히고 봉인됨. |              |
| 1876년 11월 13일 | 관이 (낮에) 지하 묘지 북서쪽 벽 근처로 옮겨져 그날 늦게 운반될 예정이었음. |              |
| 1876년 11월 13일 | 관이 (밤에) 비밀 장소(링컨 묘 동쪽, 오벨리스크 기단 안쪽 근처)로 옮겨짐. |              |
| 1876년 11월 14일 | 관이 비밀 장소(링컨 묘 동쪽, 오벨리스크 내부 기단 근처)에 있는 나무 상자에 안치됨. |              |
| 1878년 11월 18일 | 관이 다른 비밀 장소(링컨 묘 북쪽, 오벨리스크 내부 기단 근처)로 옮겨짐. |              |
| 1878년 11월 20일 | 링컨의 유해가 발굴되어 동일한 비밀 장소(링컨 묘 북쪽)에 다시 안장됨. 묘지 관리인이 엽서를 통해 받은 익명의 위협에 대한 대응이었음. 관은 단 이틀 전 안치된 무덤에서 손상되지 않은 상태로 발견됨. |              |
| 1887년 4월 14일  | 관이 신원 확인을 위해 기념관으로 옮겨짐. | 예           |
| 1887년 4월 14일  | 관이 링컨 묘 지하 묘지 바닥 아래 새로 지어진 금고에 안치됨. 관들(링컨과 그의 아내의 것)이 금고로 내려진 후, 거의 액체 상태의 시멘트로 채워졌고, 이는 짧은 시간 안에 단단한 돌덩이로 굳어 관 위로 4피트 반(1.37m) 이상의 깊이가 됨. 그 위에 테셀레이션된 대리석 바닥이 다시 깔리고, 석관은 원래 위치에 놓임.                                                                                                  |              |
| 1900년 3월 10일  | 1899년에 시작되어 15개월 동안 지속된 묘지 재건축 기간 동안 관이 기념비 뒤편 언덕에 파인 임시 금고(즉, 링컨 묘에서 북동쪽으로 몇 야드 떨어진 비밀 장소)로 옮겨짐. |              |
| 1901년 4월 24일  | 관이 재건축된 링컨 묘로 옮겨짐. |              |
| 1901년 7월 10일  | 지하 묘지 바닥 아래에 영구 납골당을 건설하기 위해 관이 지하 묘지 남쪽 벽에 있는 빈 납골당으로 임시로 옮겨짐. |              |
| 1901년 9월 26일  | 관이 신원 확인을 위해 기념관으로 옮겨져 개봉됨. | 예           |
| 1901년 9월 26일  | 관이 강철 케이지에 영구적으로 안치되어, 지하 묘지 바닥 아래 10 피트 (3.0 m) 깊이의 콘크리트에 박힘. 링컨이 최종적으로 안치된 곳 앞에 있는 석관은 비어 있음. 원래의 흰 대리석 석관은 1931년에 현재의 붉은 화강암 표식으로 교체됨. 1931년 건설 시 링컨의 시신을 옮길 필요가 없었는데, 이는 가묘가 북쪽 내부 벽에서 6 피트 (1.8 m)와 thirty 인치 (76 cm) 남쪽에 놓였으며, 기초가 링컨의 무덤만큼 낮았기 때문임. |              |

## 다른 가족 구성원의 유해 이동
1865년 5월 4일 (링컨 사망 19일 후 오크 리지 공동묘지 도착), 링컨의 아들 윌리(1850–1862)의 시신이 담긴 또 다른 관이 링컨의 관과 함께 접수실 금고에 안치되었다. 윌리는 원래 조지타운 오크 힐 공동묘지의 캐롤 가족 묘에 안장되어 있었다. 그의 유해는 장례 열차로 아버지의 유해와 함께 스프링필드로 운반되었다.
1865년 12월 21일, 두 개의 관은 언덕 중턱에 있는 임시 금고로 옮겨졌고, 그곳에서 언덕 꼭대기에 링컨 묘가 건설 중이었다. 링컨의 아들 에드워드 "에디" 베이커 링컨(3세 10개월)의 시신은 이미 1865년 12월 13일에 그곳에 안치되어 있었다. 에디는 1846년 3월 10일에 태어나 1850년 2월 1일에 사망했으며, 처음에는 스프링필드의 허치슨 공동묘지에 묻혔다. 세 개의 시신은 링컨 묘가 건설되는 동안 임시 금고에 안치되었다. 세 개의 시신은 1871년 9월 19일 묘지의 카타콤으로 옮겨졌다. 그들은 첫 번째가 아니었다. 두 달 전(1871년 7월 17일), 1853년 4월 4일에 태어난 링컨의 아들 토마스("태드") 링컨이 링컨 묘의 납골당에 안치된 첫 링컨이었다. 태드는 1871년 7월 15일 시카고에서 18세의 나이로 사망했다.
링컨의 아내인 메리 토드 링컨 (1818년 12월 13일~1882년 7월 16일). 그녀는 1882년 7월 19일 링컨 묘의 가족 납골당 중 하나에 안장되었다. 1882년 7월 21일 밤, 메리 토드의 관은 납골당에서 비밀리에 옮겨졌고, 로버트 토드 링컨(그녀의 장남)의 요청에 따라 대통령 옆에 안장되었다. 1887년 4월 14일, 두 관은 기념관으로 옮겨졌다.
링컨의 10대 손자이자 동명인 아브라함 링컨 2세("잭")는 1873년 8월 14일에 태어나 1890년 3월 5일 런던에서 사망하여 켄살 그린 공동묘지에 임시로 안장되었다. 그의 아버지가 그의 시신을 가지고 미국으로 돌아온 1890년 11월 8일까지, 그는 링컨 묘의 납골당 중 하나에 안치되었다. 그의 시신은 1930년 5월 27일까지 묘지에 남아 있다가, 그의 아버지 로버트 토드 링컨(1843년 8월 1일 ~ 1926년 7월 25일)의 가족 묘지에 재안장되었다.
첫 번째 링컨 묘 재건축(1900-1901) 동안 링컨 가족은 발굴되어 묘지 북동쪽의 임시 금고로 옮겨졌다. 1901년 4월 24일, 링컨 가족은 임시 금고에서 옮겨져 링컨 묘에 다시 안치되었다.
링컨 대통령이 마침내 안식에 들었지만, 링컨 가족의 나머지 유해는 두 번 더 이동되었다. 메리, 에디, 윌리, 태드 링컨의 시신이 담긴 관은 두 번째 묘지 재건축(1930-1931) 동안 그들의 납골당에서 옮겨져 묘지 남문 근처에 위치한 오크 리지 영묘로 운반되었다. 두 번째 재건축이 완료된 후, 유해는 1931년 6월에 그들의 납골당으로 다시 돌아왔다.

## 같이 보기
- 시카고 역사 박물관 – 링컨이 사망한 밤에 입었던 옷과 그가 사망한 침대를 소장하고 있다.
- 국립의료박물관 – 전시물 중에는 링컨의 생체 가면, 존 윌크스 부스가 대통령 암살에 사용한 데린저 피스톨에서 발사된 탄알, 육군 의무감 조셉 반스가 탄알을 찾기 위해 사용한 탐침, 링컨의 머리카락과 두개골 조각, 링컨의 피로 얼룩진 외과 의사의 셔츠 소매가 전시되어 있다.[20]
- 헨리 포드 박물관 – 링컨이 총에 맞았던 의자가 전시되어 있다.
- 링컨 기념관 – 워싱턴 D.C.의 내셔널 몰에 있는 링컨 기념관.
- 에이브러햄 링컨 대통령 도서관 및 박물관 - 일리노이주 스프링필드에 있는 도서관 및 박물관.
- 스튜드베이커 국립 박물관 – "링컨 마차"가 전시되어 있는데, 이 마차는 링컨 대통령과 그의 아내가 1865년 4월 14일 포드 극장으로 가는 마지막 여정에 사용한 것이다. 이 귀중한 유물은 스튜드베이커 국립 박물관 소장품의 영구적인 일부이다.
- 에이브러햄 링컨 유물 및 유물 목록

## 내용주
1. ↑  1862년 백악관에서 장티푸스로 사망한 이후, 윌리엄 "윌리" 링컨의 관은 조지타운의 오크 힐 공동묘지에 있는 캐롤 영묘에 임시로 안치되어 있었다.[1]
2. ↑  로버트 토드 링컨은 워싱턴 D.C. 근처의 알링턴 국립묘지에 묻혔다.[3]